# Гельман Ян Альбертович
Ян Альбертович Гельман (1951—2021) — сценарист і гуморист, тричі чемпіон КВК (1972, 1987, 1990), художній керівник команди КВК «Джентльмени ОГУ». Із 2020 року в Одесі вручається премія імені Яна Гельмана.

## Біографія
Народився в Одесі 1951 року. Закінчив одеську школу № 121, Одеський інститут народного господарства. Учасник клубу сатири та гумору «Гамільтоніан» Одеського університету. У 1998 році переїхав з Одеси до Москви. У складі авторської групи ВДТРК створював спецпроекти — «Городок», «Блакитний вогник», «Суботній вечір», «Юрмаліна», новорічні мюзикли та інше. Автор кількох сценаріїв вручення премії «Срібна калоша». Був співавтором лібретто вистави «Хаджибей, чи любов до 3000 апельсинів».